# 小科帕尼亞
48°10′10″N 23°5′41″E / 48.16944°N 23.09472°E
小科帕尼亞（烏克蘭語：Мала Копаня），是烏克蘭西部的村莊，隸屬外喀爾巴阡州的貝雷霍韋區。該村始建於1400年，面積1.71平方公里，海拔高度211米，2001年人口1,360，人口密度每平方公里790人。